# Portret van Stephanus Geraerdts, schepen in Haarlem
Vermoedelijk schilderde Frans Hals het portret van Stephanus Geraerdts, schepen in Haarlem (linkse portret) en het bijbehorende portret van zijn vrouw Isabella Coymans (rechtse portret) omstreeks 1650-1652. Dat was zes of zeven jaar na hun huwelijk in 1644. Isabella’s portret bevindt zich in de privéverzameling van E. de Rothschild te Parijs, dat van haar man behoort tot de collectie van het Koninklijk Museum voor Schone Kunsten Antwerpen. De portretten bevinden zich al sinds 1886 op een verschillende locatie.

## Context

### Frans Hals
Reeds voor de Val van Antwerpen in 1585 verhuisde het gezin Hals naar Haarlem. Deze stad verwelkomde bekwame ambachtslieden en politieke vluchtelingen met open armen. Mede hierdoor groeide Haarlem uit tot een economisch en artistiek centrum. Het gezin van de Vlaamse textielarbeider Franchoys Hals en zijn vrouw telde twee belangrijke kunstenaars. Dat waren Frans (Antwerpen, 1582-3 – Haarlem 1666) en Dirk (Haarlem 1591 - Haarlem 1656).
Over Frans Hals’ eerste stappen in de schilderswereld bestaat veel onduidelijkheid. De tweede editie van Karel van Manders Schilderboek uit 1618 vermeldt hem als leerling van de auteur. De stijl van zijn werken neigt echter naar Jacob Jordaens en Peter Paul Rubens. Tijdens een bezoek aan Antwerpen in 1616 leerde hij hun werken kennen. Evenzeer kan hij gerekend worden tot de Nederlandse navolgers van Caravaggio, gezien zijn jolige thema’s. In 1610 trad hij namelijk toe tot de Haarlemse Sint-Lucasgilde, een jaar later vervaardigde hij zijn vroegst gekende werk, Jacobus Saffirus. Dat werk wordt reeds gekenmerkt door een vlotte penseelvoering, een waarheidsgetrouwe weergave van zijn model en een spontane pose. Het hoofd gaf hij levendig en sterk belicht weer, iets wat opnieuw doet denken aan Caravaggio. De vroegste stijl van de schilder kenmerkt zich door een levendig coloriet, dat later soberder wordt. Zijn geportretteerden geeft hij eerder statisch en frontaal, tegen een donkere goudbruine of olijfgroene achtergrond weer. Opvallend is daarnaast dat veel van zijn figuren zwarte kledij dragen.

### Waarde
Wellicht is het portret van de Haarlemse schepen Hals’ enige schilderij dat zich in Vlaanderen bevindt. Het Koninklijk Museum voor Schone Kunsten Antwerpen beschouwt dit bovendien als haar belangrijkste Noord-Nederlandse schilderij. Vanwege het donkere palet, de dunne verfopbreng, de brede en virtuoze penseelvoering, maar zeker ook vanwege het psychologische doorzicht, bezit het portret een bijzondere artistieke waarde. Deze status wordt versterkt door het feit dat het portret van Stephanus Geraerdts een schakelfunctie bekleedt binnen Hals’ oeuvre. Het vormt namelijk het beginpunt van Hals’ rijpe schilderstijl aan het einde van zijn carrière. Bovendien verleent portret inzicht in het zelfbeeld van de zeventiende-eeuwse elite en kan op basis van het wapenschild in de bovenhoek afgeleid worden wie de geportretteerde was.

## Beschrijving
De zittend afgebeelde Stephanus Geraerdts strekt glimlachend zijn arm uit. Zijn glimlach was een momentopname die Hals waarschijnlijk rechtstreeks met penseel op doek schilderde. Die hypothese is gebaseerd op het feit dat de schilder geen voorstudies naliet. Arnold Houbraken schreef daarover in zijn Groote Schouburgh der Nederlantsche Konstschilders en Schilderessen (1718-1721) het volgende:
"Men zegt, dat hy voor een gewoonte had, zyn Pourtretten vet, en zachtsmeltende aan te leggen, en naderhand de penceeltoetsen daar in te brengen, zeggende: Nu moet 'er het kennelyke van den meester noch in”.
Indien het dubbelportret naast elkaar opgesteld wordt, valt op dat de schepen glimlacht naar zijn vrouw. Hij wil de roos die zij hem aanbiedt aannemen De toeschouwer is getuige van een spanning, gecreëerd door hun glimlach en handeling. Omdat de werken sinds 1886 gescheiden zijn, is de band die hen samenhield verbroken.
Hals portretteerde zijn model zeer ongedwongen. Doorgaans portretteerde men Hollandse regenten veel minder spontaan. De gebaren van het echtpaar zijn echter wel conventioneel. Ze drukken de band uit die het huwelijk met zich voortbracht, één die bij dit echtpaar duidelijk liefdevol was. Zoals gebruikelijk was, beeldde Hals de echtgenoot iets groter en dichter bij de toeschouwer af dan zijn echtgenote.
De uitgestoken hand van Geraerdts is een bewijs van het talent van de schilder. Ze is ruwer uitgewerkt dan het aangezicht en gevat in een volgens kunsthistorici virtuoos geschilderde mouw. Hals gaf de diepzwarte mantel met goudborduursel van de schepen zeer realistisch weer door snelle, rechte, bijna impressionistisch aandoende, penseelstreken. Deze manier van uitbeelden werd in eerder kunsthistorisch onderzoek weleens vergeleken met Manets schilderwijze en is een voorbode van Hals latere portretten. De Regentessen zijn daarvan een voorbeeld. Het geeft een zekere dynamiek aan het geheel.
Uit dit portret blijkt zeer duidelijk dat Geraerdts vermogend was. Naast het feit dat portretten van Hals een fortuin kostten, pronkte de schepen ostentatief met zijn dure kledij. Die van zijn echtgenote was nog luxueuzer. Zij stamde dan ook af van een van de meest vermogende koopmansdynastieën in Holland. Ten tijde van hun huwelijk woonden ze in een mooie woning aan de Keizersgracht in Geraerdts geboortestad Amsterdam. Hij overleed in die laatste stad op 27 januari 1671.

## Referentielijst
1. 1 2 3 4 5 6 7  Nico Van Hout, in Het Museumboek. Hoogtepunten uit de verzameling, 2003, p. 114.
2. ↑  Catalogus KMSKA, Schilderkunst, Oude Meesters; Jan Lea Broeckx in Musea van België. Koninklijk Museum voor Schone Kunsten te Antwerpen. Oude meesters, 1959, nr. 43 en in 1969 nr. 53.
3. 1 2 3  Stephanus Geraerdts, schepen in Haarlem - KMSKA. www.kmska.be. Gearchiveerd op 7 augustus 2018. Geraadpleegd op 7 augustus 2018.
4. 1 2 3 4 5 6  Leen de Jong, in Museummagazine 9-10, 1993, p. 111.
5. 1 2  Jan Lea Broeckx in Musea van België. Koninklijk Museum voor Schone Kunsten te Antwerpen. Oude meesters, 1959, nr. 43 en in 1969 nr. 53
6. ↑  Topstukken, 2005.